# Premierzy Libii

## Królestwo Libii (1951–1969)
| #             | Imię i nazwisko                     | Portret | Objął urząd          | Zdał urząd           | Partia polityczna |
| ------------- | ----------------------------------- | ------- | -------------------- | -------------------- | ----------------- |
| Premier Libii |                                     |         |                      |                      |                   |
| 1             | Mahmud al-Muntasir (1903–1970)      |         | 24 grudnia 1951      | 19 lutego 1954       | bezpartyjny       |
| 2             | Muhammad as-Sakizli (1892–1976)     |         | 19 lutego 1954       | 12 kwietnia 1954     | bezpartyjny       |
| 3             | Mustafa ibn Halim (1921–2021)       |         | 12 kwietnia 1954     | 26 maja 1957         | bezpartyjny       |
| 4             | Abd al-Madżid Kubar (1909–1986)     |         | 26 maja 1957         | 17 października 1960 | bezpartyjny       |
| 5             | Muhammad Usman as-Sajd (1922–2007)  |         | 17 października 1960 | 19 marca 1963        | bezpartyjny       |
| 6             | Muhi ad-Din Fikini (1926–1994)      |         | 19 marca 1963        | 20 stycznia 1964     | bezpartyjny       |
| 7             | Mahmud al-Muntasir (1903–1970)      |         | 20 stycznia 1964     | 20 marca 1965        | bezpartyjny       |
| 8             | Husajn Mazik (1918–2006)            |         | 20 marca 1965        | 2 lipca 1967         | bezpartyjny       |
| 9             | Abd al-Kadir al-Badri (1921–2003)   |         | 2 lipca 1967         | 25 października 1967 | bezpartyjny       |
| 10            | Abd al-Hamid al-Bakkusz (1933–2007) |         | 25 października 1967 | 4 września 1968      | bezpartyjny       |
| 11            | Wanis al-Kazzafi (1924–1986)        |         | 4 września 1968      | 31 sierpnia 1969     | bezpartyjny       |

## Libijska Republika Arabska (1969–1977)
| #             | Imię i nazwisko                         | Portret | Objął urząd      | Zdał urząd       | Partia polityczna           |
| ------------- | --------------------------------------- | ------- | ---------------- | ---------------- | --------------------------- |
| Premier Libii |                                         |         |                  |                  |                             |
| 1             | Mahmud Sulajman al-Maghribi (1935–2009) |         | 8 września 1969  | 16 stycznia 1970 | bezpartyjny                 |
| 2             | Mu’ammar al-Kaddafi (1942–2011)         |         | 16 stycznia 1970 | 16 lipca 1972    | Arabska Unia Socjalistyczna |
| 3             | Abd as-Salam Dżallud (1944–)            |         | 16 lipca 1972    | 2 marca 1977     | Arabska Unia Socjalistyczna |

## Wielka Arabska Libijska Dżamahirijja Ludowo-Socjalistyczna (1977–2011)
| #                                       | Imię i nazwisko                       | Portret | Objął urząd         | Zdał urząd          | Partia polityczna |
| --------------------------------------- | ------------------------------------- | ------- | ------------------- | ------------------- | ----------------- |
| Sekretarz Generalnego Komitetu Ludowego |                                       |         |                     |                     |                   |
| 1                                       | Abd al-Ati al-Ubajdi (1939–2023)      |         | 2 marca 1977        | 2 marca 1979        | bezpartyjny       |
| 2                                       | Dżad Allah Azzuz at-Talhi (1939–2024) |         | 2 marca 1979        | 16 lutego 1984      | bezpartyjny       |
| 3                                       | Muhammad az-Zarruk Radżab (1940–)     |         | 16 lutego 1984      | 3 marca 1986        | bezpartyjny       |
| 4                                       | Dżad Allah Azzuz at-Talhi (1939–2024) |         | 3 marca 1986        | 1 marca 1987        | bezpartyjny       |
| 5                                       | Umar Mustafa al-Muntasir (1939–2001)  |         | 1 marca 1987        | 7 października 1990 | bezpartyjny       |
| 6                                       | Abu Zajd Umar Durda (1944–2022)       |         | 7 października 1990 | 29 stycznia 1994    | bezpartyjny       |
| 7                                       | Abd al-Madżid al-Ka’ud (1943–2021)    |         | 29 stycznia 1994    | 29 grudnia 1997     | bezpartyjny       |
| 8                                       | Muhammad Ahmad al-Mankusz (1967–)     |         | 29 grudnia 1997     | 1 marca 2000        | bezpartyjny       |
| 9                                       | Imbarak Abd Allah asz-Szamich (1952–) |         | 1 marca 2000        | 14 czerwca 2003     | bezpartyjny       |
| 10                                      | Szukri Ghanim (1942–2012)             |         | 14 czerwca 2003     | 5 marca 2006        | bezpartyjny       |
| 11                                      | Al-Baghdadi Ali al-Mahmudi (1945–)    |         | 5 marca 2006        | 23 sierpnia 2011    | bezpartyjny       |

## Państwo Libia (od 2011)
| #                                        | Imię i nazwisko                                                           | Portret | Objął urząd          | Zdał urząd           | Partia polityczna                         |
| ---------------------------------------- | ------------------------------------------------------------------------- | ------- | -------------------- | -------------------- | ----------------------------------------- |
| Premier Rządu Narodowej Rady Tymczasowej |                                                                           |         |                      |                      |                                           |
| 1                                        | Mahmud Dżibril (1952–2020)                                                |         | 23 marca 2011        | 23 października 2011 | bezpartyjny                               |
| -                                        | Ali at-Tarhuni pełniący obowiązki (1951–)                                 |         | 23 października 2011 | 24 listopada 2011    | bezpartyjny                               |
| 2                                        | Abd ar-Rahim al-Kib (1950–2020)                                           |         | 24 listopada 2011    | 8 sierpnia 2012      | bezpartyjny                               |
| Premier Libii                            |                                                                           |         |                      |                      |                                           |
| 1                                        | Abd ar-Rahim al-Kib (1950–2020)                                           |         | 8 sierpnia 2012      | 14 listopada 2012    | bezpartyjny                               |
| 2                                        | Ali Zajdan (1950–)                                                        |         | 14 listopada 2012    | 11 marca 2014        | Narodowa Partia na rzecz Rozwoju i Opieki |
| 3                                        | Abd Allah as-Sani (1954–)                                                 |         | 11 marca 2014        | 15 marca 2021        | bezpartyjny                               |
| -                                        | Umar al-Hasi Premier Rządu Powszechnego Kongresu Narodowego (1949–)       |         | 25 sierpnia 2014     | 31 marca 2015        | bezpartyjny                               |
| -                                        | Chalifa al-Ghuwajl Premier Rządu Powszechnego Kongresu Narodowego (1963–) |         | 31 marca 2015        | 5 kwietnia 2016      | bezpartyjny                               |
| 4                                        | Fajiz as-Sarradż (1960–)                                                  |         | 12 marca 2016        | 15 marca 2021        | bezpartyjny                               |
| 5                                        | Abd al-Hamid ad-Dubajba (1959–)                                           |         | 15 marca 2021        | nadal urzęduje       | bezpartyjny                               |
| 6                                        | Fathi Bashagha (1962–)                                                    |         | 3 marca 2022         | nadal urzęduje       | bezpartyjny                               |